# Histoire de la Haute-Savoie
Cet article a pour sujet l'histoire du département de la Haute-Savoie. Pour l'histoire de l'entité géographique et historique appelée Savoie, voir l'article spécifique : Histoire de la Savoie
L'histoire de la Haute-Savoie est un article consacré à l'histoire du département français de la Haute-Savoie.

## Création du département

Les 17 provinces du royaume de Sardaigne en 1859, comprenant la province d'Annecy

### Naissance du département
À la suite du Traité de Turin, en 1860, le duché de Savoie est « réuni » ou annexé à la France en devenant deux départements : la Savoie et la Haute-Savoie, le 25 juin. Le nom du duché est maintenu dans l'appellation des deux nouveaux départements. L'historien et spécialiste de la période, Paul Guichonnet, à propos du choix des noms des départements, précise qu'une seule source existe :

« Les noms des départements annexés ont été accordés par l'empereur lui-même, sur la proposition d'un très grand nombre de Savoisiens et, en agissant ainsi, il a donné satisfaction à l'immense majorité de nos compatriotes. La situation n'est plus la même qu'en 1792, où le pays subissait une crise suprême. Aujourd'hui, pas de rivalité avec les départements  anciens ; l'esprit de nationalité y est aussi vivace que dans toute autre partie de l'Empire, l’assimilation est complète. Léman ne pouvait convenir, Genève et son littoral n'étant plus français ; Mont-Blanc ne pouvait être appliqué qu'à la Haute-Savoie, et le Mont-Cenis ne pouvait convenir à la Savoie, le Mont-Cenis ayant été laissé, dans la plus grande partie, à l'Italie. Conserver au pays son ancien nom était une idée patriotique et heureuse qu'il faut approuver. »

— La Gazette de Savoie, édition du 22 juin 1860
Dans la littérature régionale ainsi que l'usage chez certains régionalistes dans les années 1970, on trouve également l'expression « Savoie du Nord » pour désigner la Haute-Savoie et la distinguer de celle « du Sud » pour la Savoie.

## De la création à aujourd'hui

### Première Guerre mondiale
Le 2 août 1914, la France entière dont la Haute-Savoie entendit la déclaration de la guerre. Différentes unités de la Haute-Savoie sont envoyés sur le front. Plus précisément, le trentième régiment d'infanterie qui se situe à Annecy, Thonon-les-Bains et Rumilly et le onzième bataillon de chasseurs alpins d'Annecy. Tout le département se réquisitionne pour vaincre cette guerre, chaque filière s'adapte et fabrique du matériel comme pour exemple les tanneurs et les scieurs de bois qui s'occupaient des équipements.
Toute la population Haute-Savoyarde est unie, les femmes qui restent en dehors du front sont très actives, réussissent à avoir des nouvelles des hommes qui sont sur le front grâce aux lettres, elles envoyaient également des colis.
Néanmoins cette première guerre mondiale a créé beaucoup de dégâts, et était mortelle plus particulièrement, plus de vingt mille Haute-Savoyard sont morts durant cette période. Ce chiffre a été annoncé en 1921.

### Zone neutre et grande zone franche de la Savoie du Nord

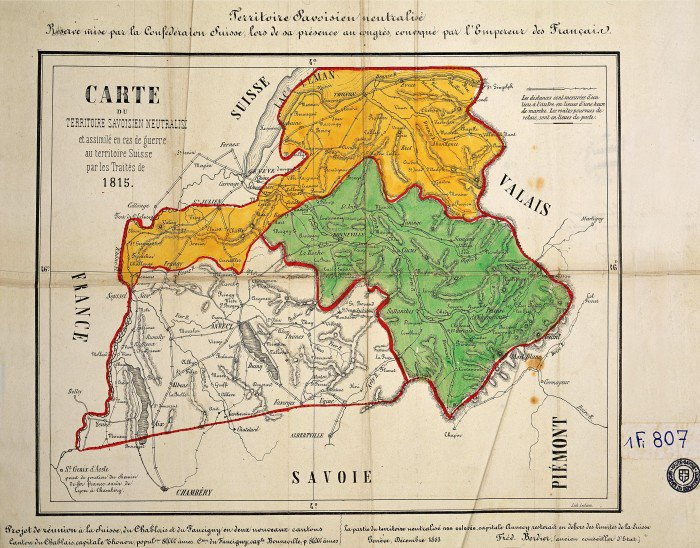
Territoire savoisien neutralisé (assimilé en cas de guerre à la Suisse), 1863.

En 1919, à la sortie de la guerre, la France dénonce le traité de Turin de 1860 par l'article 435 du traité de Versailles et supprime la zone neutralisée en Savoie et la grande zone franche, établies lors de l'Annexion de 1860.
La création de la « Grande zone » répondait à la volonté d'éviter que la partie nord du duché de Savoie, qui commerçait principalement avec la Suisse, ne demande son rattachement à la Confédération suisse. Afin que les populations du Nord vote en faveur de la réunion à la France, lors du plébiscite, un bulletin « Oui et Zone » est édité. Il s'agit d'une zone douanière franche qui recouvre le Chablais et le Faucigny.
La suppression unilatérale de la zone, entre 1918 et 1923, par la France engendre des tensions juridiques avec la Suisse. La situation trouve une résolution devant la Cour permanente de justice internationale de La Haye, le 17 juin 1932.

### Seconde Guerre mondiale
Le département de la Haute-Savoie est occupé par l’Italie fasciste de novembre 1942 à septembre 1943.
- Résistance : Maquis des Glières
- Justice  d'après guerre : Cour martiale du Grand-Bornand (août 1944)

### La résurgence identitaire
Si la Savoie peut se prévaloir d’une identité particulière dans l’ensemble national, en devenant le dernier territoire avec le comté de Nice à être rattaché à l’Hexagone par le traité de Turin en 1860, l’apparition de mouvements organisés revendiquant une identité propre est assez tardive. En effet, il faut attendre quelques années après les célébrations du centenaire de l’Annexion de la Savoie, dans les années 1960, pour voir apparaître les prémices de mouvements culturels, régionalistes, comme le Mouvement Région Savoie (1971) puis la création d'un mouvement indépendantiste, la Ligue savoisienne, à partir de 1994.
Les élites politiques, parlementaires ou personnalités locales, n'ont jamais été réellement intéressées par ce débat. Toutefois, la récurrence de la question d'une région Savoie depuis les années 1970 oblige ces derniers à apporter quelques réponses. Ainsi dès 1983, les deux conseils généraux savoyards créent l'Entente régionale de Savoie, un établissement public supradépartemental ayant pour compétence la promotion touristique et patrimoniale locale, la promotion des produits du terroir (marque Savoie), la gestion des subventions de l'Université de Savoie ainsi que le soutien d'associations culturelles (dont l'Orchestre des Pays de Savoie). En 1999, à la suite de l'émergence et de l'apogée du mouvement Ligue savoisienne, la structure tente de contrer cette percée indépendantiste en faisant évoluer l'Entente et en créant en 2001 l'Assemblée des Pays de Savoie.
À l'été 2014, lors du débat sur le projet de loi relatif à la délimitation des régions, aux élections régionales et départementales et modifiant le calendrier électoral, le député et président du Conseil général de la Savoie, Hervé Gaymard, soutenu par son homologue de la Haute-Savoie, Christian Monteil, propose un amendement qui permettrait la création d'une collectivité territoriale de Savoie–Mont-Blanc,. Le projet est rejeté. Toutefois, le 8 juillet 2016, l'Assemblée des Pays de Savoie évolue pour devenir le« Conseil Savoie Mont Blanc », accompagnée d'une nouvelle identité visuelle.